# Crinum × powellii
Crinum × powellii és un híbrid d'origen hortícola, perenne i bulbós de la família de les Amaril·lidàcies. Com altres espècies del gènere Crinum, presenta vistoses flors semblants a les dels lliris (Lilium) i se la conrea a jardins per aquesta raó.

## Descripció

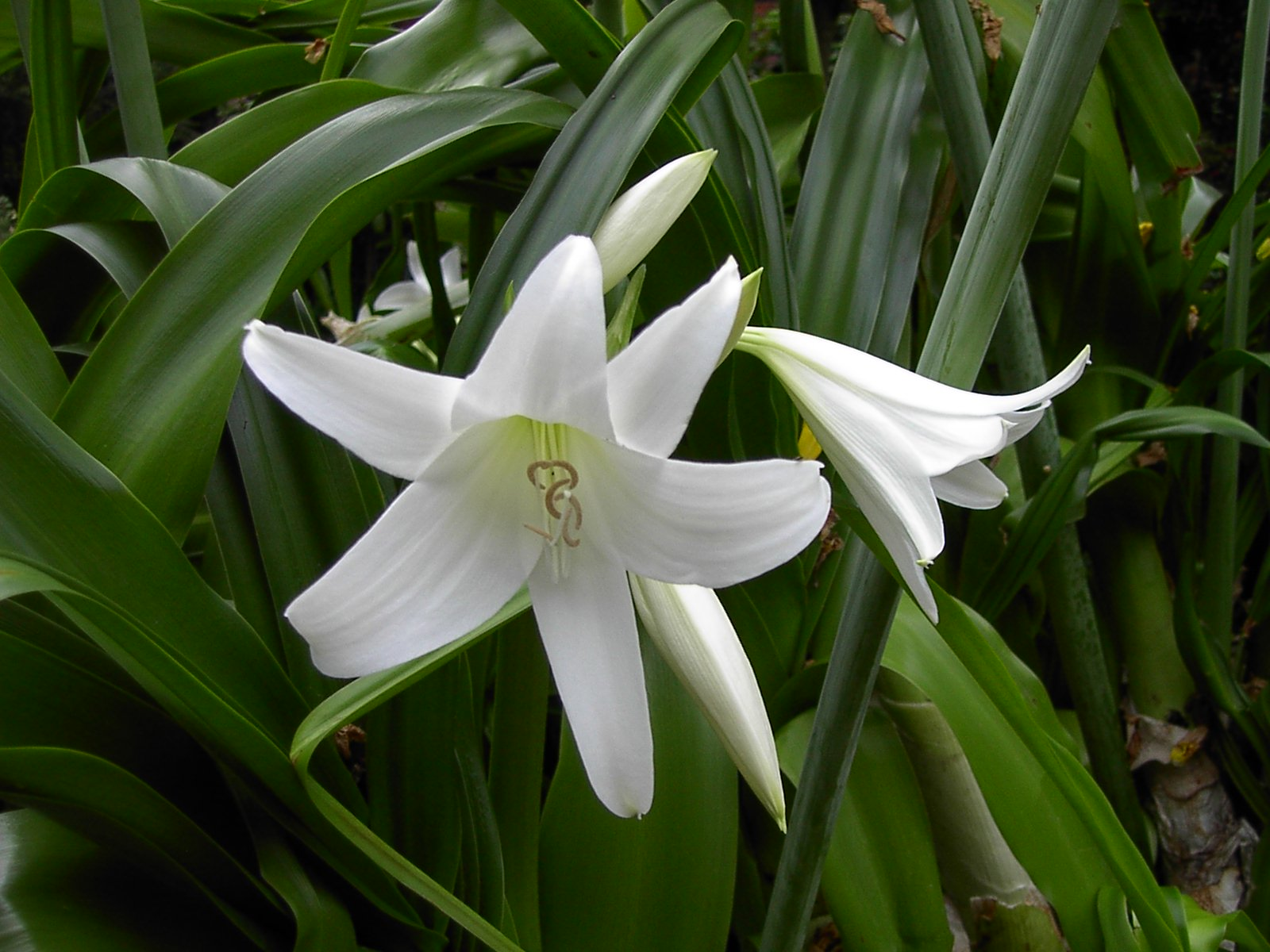
Crinum × powellii, vista general de la planta en floració, varietat de flors blanques.

Crinum × powellii és el resultat del creuament interespecífic entre Crinum longifolium x Crinum moorei. Presenta un bulb globós, d'uns 7 cm de diàmetre, proveït d'un coll curt. Les fulles són nombroses, arrossetades, de 9 a 12 dm de llarg per 7-10 cm d'ample, llises, de color verd brillant, molt decoratives.
Les flors són pedunculades, blanques o roses, amb el tub de 7 cm de llarg i els segments linear-oblongs una mica més llargs. Les flors estan disposades en umbel·les de 6 a 9 flores, a l'extremitat d'un llarg escap massís, glauc, comprimit i àfil de 6 dm d'alçada. Floreix a l'estiu.

## Cultiu
És una espècie bastant resistent al fred. Els bulbs es planten a la primavera a uns 25-30 cm de profunditat, en posició assolellada, càlida i, si és possible, a resguard, en un terreny fèrtil i ben drenat. Als climes freds s'aconsella el cultiu en tests, en interior o en hivernacles, i a l'aire lliure als mesos càlids. Per a això s'utilitza un substrat integrat per torba, terra i sorra a parts iguals. Convé regar i abonar regularment.
La multiplicació es realitza a la primavera per divisió dels petits bulbs que creixen al costat del bulb principal.